# Scolopendra gigantea
Scolopendra gigantea är en enkelfoting från norra Sydamerika som kan bli upp till 30 centimeter lång. Den hör därmed till de största nu levande enkelfotingarna i världen. 
Förutom sin storlek är den här arten anmärkningsvärd eftersom den är giftig nog för att skada en människa.

## Kännetecken
Som hos andra enkelfotingar är kroppen uppdelad i segment. Ett benpar utgår från vart och ett av kroppens segment och hos den här arten motsvarar det antalet 21 till 23 stycken. Den har giftiga klor och mandibler och långa, mångledade antenner. Färgen på kroppen är mörk brunrödaktig med ljusare ben. Livslängden för en individ kan uppgå till 10 år.

## Utbredning
Förekommer i tropiska och subtropiska skogsområden i norra Sydamerika, samt på Trinidad, Jamaica och Hispaniola. Den lever på fuktiga platser och kan till exempel hittas under stenar, ruttnande trä och nedfallna löv på marken.

## Levnadssätt
Den här enkelfotingen livnär sig genom predation och tar små ryggradslösa djur, som insekter, maskar och sniglar, men den är stor nog för att också fånga möss, grodor och små ödlor.